# سياه كلك (سميرم)
سياه كلك هي قرية في مقاطعة سميرم، إيران. عدد سكان هذه القرية هو 36 في سنة 2006.